# Imagen acústica
La imagen acústica, también llamada imagen sonora, es un concepto relacionado con la percepción. Se trata de la imagen mental subjetiva que a cada persona le sobreviene ante un estímulo sonoro.
El término imagen acústica o imagen sonora lo acuñó el lingüista suizo Ferdinand de Saussure en su obra Memoria sobre el sistema primitivo de las vocales indoeuropeas de 1878. Para  Ferdinand de Saussure, la imagen acústica no es el sonido material, físico, sino su huella psíquica. Para otros lingüistas, sin embargo, el significante constituye la manifestación fónica del signo.
Saussure observó que el carácter psíquico de las imágenes acústicas queda claro por el hecho de que una persona pueda hablar consigo misma sin mover los labios o la lengua.
También el teórico Herbert Marshall McLuhan, en su Teoría de la percepción, afirma que la imagen sonora necesita ser fortalecida por otros sentidos. No porque la imagen sonora sea débil, sino porque la percepción humana tiene gran dependencia de la percepción visual y el sentido del oído necesita que la vista confirme lo que ha percibido.
Por consiguiente, la imagen sonora es tanto sonora como visual. Un ejemplo: una persona escucha en el salón de su casa un CD con un fragmento de Carmina Burana y, en su cabeza, evoca imágenes y sonidos que lo retrotraen a un contexto de batallas medievales, caballeros, damas, sangre, combate, etc.
Por otra parte, este término es utilizado de forma frecuente para describir una característica especial en los equipos de sonido como bocinas y audífonos, el cual se refiere a la ubicación imaginaria de los instrumentos musicales dentro de la reproducción de una pista sonora, de modo que, al reproducir, por ejemplo, una canción con dos guitarras, se logre percibir en qué espacio alrededor de nuestra cabeza (en el caso de audífonos) o del cuarto (para sistemas de audio de sala), es que se encuentran ubicadas cada una de estas guitarras. Este efecto depende de la producción original del tema, pero, se espera que los equipos de audio la ejecuten de la mejor manera posible y lo más apegado a la producción original.